# Động mạch nền
Trong giải phẫu cơ thể người, động mạch nền là một trong những động mạch cung cấp máu giàu oxy cho não bộ.
Hai động mạch đốt sống và động mạch nền thường cùng nhau tạo thành hệ động mạch sống nền cấp máu cho phần sau của đa giác Willis và cùng cấp máu với phần trước của đa giác Willis từ động mạch cảnh trong.

## Cấu trúc
Động mạch nền do hai động mạch đốt sống hợp nhất lại tại hành não và cầu não giữa dây thần kinh sọ VI.
Động mạch nền đi lên trên qua rãnh nền dưới cầu não và tại rãnh cầu cuống nó phân chia thành hai động mạch não sau gần với cuống yên.
Cách nhánh còn lại của động mạch nền chia thành hai nhóm:
Các động mạch xuyên xuất phát trực tiếp từ phía lưng của động mạch nền hoặc từ các động mạch ngắn chạy xung quanh và đi vào cầu não cấp máu cho bó gai - vỏ não và các nhân não sâu.
Hai đến ba cặp nhánh dài:
Động mạch tai trong hay động mạch mê nhĩ xuất phát trực tiếp từ động mạch nền ở khoảng 15% dân số, nhưng thường là một nhánh xuất phát từ:
động mạch tiểu não trước dưới (cấp mãu cho cuống tiểu não dưới và giữa và bán cầu não liền kề).
động mạch tiểu não trên.

## Lâm sàng
Đột quỵ động mạch nền điển hình thường dẫn đến hội chứng khóa trong.